# Borneodendron aenigmaticum
Borneodendron aenigmaticum là một loài thực vật có hoa trong họ Đại kích. Loài này được Airy Shaw mô tả khoa học đầu tiên năm 1963. It is found in numerous protected areas and is not considered threatened.